# Asienspiele 2002/Fußball
Bei den Asienspielen 2002 in Südkorea wurden vom 27. September bis zum 13. Oktober 2002 zwei Wettbewerbe im Fußball ausgetragen. Am Turnier der Männer nahmen 24 Mannschaften teil, bei den Frauen waren es sechs Mannschaften. Ausgetragen wurden die Spiele nicht nur in Busan, sondern auch in den umliegenden Städten Changwon, Ulsan und Yangsan.
Erstmals waren den Männern wie beim olympischen Fußballturnier nur U-23-Mannschaften zugelassen, die mit maximal drei älteren Athleten verstärkt werden durften. Diese Einschränkung gab es bei den Frauen nicht.
Das Turnier der Männer gewann der Iran mit einem 2:1-Sieg im Finale gegen Japan. Im Spiel um Bronze setzte sich der Gastgeber aus Südkorea mit 3:0 gegen Thailand durch. Torschützenkönige wurden der Japaner Satoshi Nakayama und der Iraner Alireza Nikbakht Vahedi mit jeweils fünf Treffern. Bei den Frauen gewann Nordkorea das Rundenturnier vor China und Japan. Torschützenkönigin wurde die Nordkoreanerin Jin Pyol-hui mit vier Toren.

## Spielorte
Die Spiele wurden in sechs verschiedenen Stadien in vier Städten Südkoreas ausgetragen. Neben zwei Stadien in Busan und Changwon, befanden sich die restlichen zwei nordöstlich in Yangsan und Ulsan. Das Spiel um Bronze der Männer fand im Ulsan-Munsu-Stadion und das Endspiel der Männer im Busan-Asia-Main-Stadion statt. Das Rundenturnier der Frauen wurde in den anderen vier Stadien ausgetragen.
Vier der sechs Stadien verfügten über eine Kapazität zwischen 20.000 und 45.000 Zuschauern. Das größte Stadion war das Busan-Asia-Main-Stadion in Busan mit einer Kapazität von über 53.000 Zuschauern, das kleinste Stadion hingegen, das Busan-Gudeok-Stadion, bot nur Platz für etwas über 12.000 Zuschauer.
| Busan                                     | Busan                                  | Changwon                           |
| ----------------------------------------- | -------------------------------------- | ---------------------------------- |
| Busan-Asia-Main-Stadion Kapazität: 53.769 | Busan-Gudeok-Stadion Kapazität: 12.349 | Changwon-Stadion Kapazität: 27.085 |
| Busan-Asia-Main-Stadion                   | Busan-Gudeok-Stadion                   | Changwon-Stadion                   |
| Changwon                                  | Ulsan                                  | Yangsan                            |
| Masan-Stadion Kapazität: 21.484           | Ulsan-Munsu-Stadion Kapazität: 44.102  | Yangsan-Stadion Kapazität: 22.061  |
| Masan-Stadion                             | Ulsan-Munsu-Stadion                    | Yangsan-Stadion                    |

## Männerturnier

### Teilnehmer
Die teilnehmenden Mannschaften wurden auf vier Lostöpfe verteilt und in sechs Gruppen mit jeweils vier Mannschaften gelost. Gastgeber Südkorea war bereits als Gruppenkopf der Gruppe A gesetzt.
Mit insgesamt 24 Mannschaften wurde ein neuer Rekord aufgestellt. Von den Teilnehmern 1998 fehlten mit Kambodscha, Kasachstan (wechselte 2002 zur UEFA), Laos, der Mongolei, Nepal und Tadschikistan insgesamt sechs Teams. Wieder dabei waren Afghanistan (letztmals 1954), Bangladesch und Pakistan (beide letztmals 1990), Bahrain, der Jemen, Malaysia sowie Palästina (alle letztmals 1994).
| Gruppe A    | Gruppe B           | Gruppe C        |
| ----------- | ------------------ | --------------- |
| Südkorea    | Ver. Arab. Emirate | China           |
| Malaysia    | Vietnam            | Indien          |
| Malediven   | Jemen              | Bangladesch     |
| Oman        | Thailand           | Turkmenistan    |
| Gruppe D    | Gruppe E           | Gruppe F        |
| Japan       | Iran               | Kuwait          |
| Usbekistan  | Katar              | Tadschikistan 2 |
| Bahrain     | Libanon            | Hongkong        |
| Jordanien 1 | Mongolei 1         | Pakistan        |

Anmerkungen

### Gruppenphase
Die Gruppensieger und die beiden besten Gruppenzweiten qualifizierten sich für das Viertelfinale, die restlichen Zweit-, Dritt- und Viertplatzierten schieden aus dem Wettbewerb aus. Bei Punktgleichheit zweier oder mehrerer Mannschaften wurde die Platzierung durch folgende Kriterien ermittelt:
1. Tordifferenz aus allen Gruppenspielen
2. Anzahl Tore in allen Gruppenspielen
3. Anzahl Punkte im direkten Vergleich
4. Tordifferenz im direkten Vergleich
5. Anzahl Tore im direkten Vergleich
6. Losentscheid

#### Gruppe A
| Pl. | Land      | Sp. | S | U | N | Tore    | Diff. | Punkte |
| --- | --------- | --- | - | - | - | ------- | ----- | ------ |
| 1.  | Südkorea  | 3   | 3 | 0 | 0 | 013:200 | +11   | 09     |
| 2.  | Oman      | 3   | 2 | 0 | 1 | 008:500 | +3    | 06     |
| 3.  | Malaysia  | 3   | 1 | 0 | 2 | 003:600 | −3    | 03     |
| 4.  | Malediven | 3   | 0 | 0 | 3 | 001:120 | −11   | 0      |

| 27. September 2002 um 19:03 Uhr (12:03 Uhr MESZ) in Busan (Gudeok)   |   |           |           |
| Südkorea                                                             | – | Malediven | 4:0 (2:0) |
| 27. September 2002 um 19:03 Uhr (12:03 Uhr MESZ) in Changwon (Masan) |   |           |           |
| Malaysia                                                             | – | Oman      | 0:1 (0:0) |
| 30. September 2002 um 19:03 Uhr (12:03 Uhr MESZ) in Busan (Gudeok)   |   |           |           |
| Malaysia                                                             | – | Malediven | 3:1 (2:0) |
| 30. September 2002 um 19:03 Uhr (12:03 Uhr MESZ) in Yangsan          |   |           |           |
| Südkorea                                                             | – | Oman      | 5:2 (1:0) |
| 3. Oktober 2002 um 19:03 Uhr (12:03 Uhr MESZ) in Changwon (Masan)    |   |           |           |
| Südkorea                                                             | – | Malaysia  | 4:0 (2:0) |
| 3. Oktober 2002 um 19:03 Uhr (12:03 Uhr MESZ) in Ulsan               |   |           |           |
| Malediven                                                            | – | Oman      | 0:5 (0:2) |

#### Gruppe B
| Pl. | Land               | Sp. | S | U | N | Tore    | Diff. | Punkte |
| --- | ------------------ | --- | - | - | - | ------- | ----- | ------ |
| 1.  | Thailand           | 3   | 3 | 0 | 0 | 009:100 | +8    | 09     |
| 2.  | Ver. Arab. Emirate | 3   | 1 | 1 | 1 | 003:400 | −1    | 04     |
| 3.  | Jemen              | 3   | 1 | 0 | 2 | 003:500 | −2    | 03     |
| 4.  | Vietnam            | 3   | 0 | 1 | 2 | 000:500 | −5    | 01     |

| 27. September 2002 um 16:33 Uhr (9:33 Uhr MESZ) in Ulsan            |   |                    |           |
| Ver. Arab. Emirate                                                  | – | Vietnam            | 0:0       |
| 27. September 2002 um 16:33 Uhr (9:33 Uhr MESZ) in Changwon (Masan) |   |                    |           |
| Thailand                                                            | – | Jemen              | 3:0 (1:0) |
| 30. September 2002 um 16:33 Uhr (9:33 Uhr MESZ) in Changwon (Masan) |   |                    |           |
| Thailand                                                            | – | Vietnam            | 3:0 (1:0) |
| 30. September 2002 um 16:33 Uhr (9:33 Uhr MESZ) in Busan (Gudeok)   |   |                    |           |
| Ver. Arab. Emirate                                                  | – | Jemen              | 2:1 (2:0) |
| 3. Oktober 2002 um 16:33 Uhr (9:33 Uhr MESZ) in Busan (Gudeok)      |   |                    |           |
| Thailand                                                            | – | Ver. Arab. Emirate | 3:1 (2:1) |
| 3. Oktober 2002 um 16:33 Uhr (9:33 Uhr MESZ) in Changwon (Masan)    |   |                    |           |
| Vietnam                                                             | – | Jemen              | 0:2 (0:2) |

#### Gruppe C
| Pl. | Land         | Sp. | S | U | N | Tore    | Diff. | Punkte |
| --- | ------------ | --- | - | - | - | ------- | ----- | ------ |
| 1.  | China        | 3   | 3 | 0 | 0 | 009:000 | +9    | 09     |
| 2.  | Indien       | 3   | 2 | 0 | 1 | 006:300 | +3    | 06     |
| 3.  | Turkmenistan | 3   | 1 | 0 | 2 | 004:800 | −4    | 03     |
| 4.  | Bangladesch  | 3   | 0 | 0 | 3 | 001:900 | −8    | 0      |

| 27. September 2002 um 16:33 Uhr (9:33 Uhr MESZ) in Busan (Gudeok)    |   |              |           |
| China                                                                | – | Turkmenistan | 4:0 (2:0) |
| 27. September 2002 um 19:03 Uhr (12:03 Uhr MESZ) in Ulsan            |   |              |           |
| Bangladesch                                                          | – | Indien       | 0:3 (0:0) |
| 30. September 2002 um 16:33 Uhr (9:33 Uhr MESZ) in Yangsan           |   |              |           |
| Indien                                                               | – | Turkmenistan | 3:1 (0:1) |
| 30. September 2002 um 19:03 Uhr (12:03 Uhr MESZ) in Changwon (Masan) |   |              |           |
| Bangladesch                                                          | – | China        | 0:3 (0:2) |
| 3. Oktober 2002 um 19:03 Uhr (12:03 Uhr MESZ) in Yangsan             |   |              |           |
| China                                                                | – | Indien       | 2:0 (2:0) |
| 3. Oktober 2002 um 19:03 Uhr (12:03 Uhr MESZ) in Busan (Gudeok)      |   |              |           |
| Bangladesch                                                          | – | Turkmenistan | 1:3 (1:3) |

#### Gruppe D
| Pl. | Land       | Sp. | S | U | N | Tore    | Diff. | Punkte |
| --- | ---------- | --- | - | - | - | ------- | ----- | ------ |
| 1.  | Japan      | 3   | 3 | 0 | 0 | 008:200 | +6    | 09     |
| 2.  | Bahrain    | 3   | 2 | 0 | 1 | 010:500 | +5    | 06     |
| 3.  | Usbekistan | 3   | 1 | 0 | 2 | 002:400 | −2    | 03     |
| 4.  | Palästina  | 3   | 0 | 0 | 3 | 000:900 | −9    | 0      |

| 28. September 2002 um 16:33 Uhr (9:33 Uhr MESZ) in Yangsan             |   |            |           |
| Japan                                                                  | – | Palästina  | 2:0 (0:0) |
| 28. September 2002 um 16:33 Uhr (9:33 Uhr MESZ) in Changwon (Changwon) |   |            |           |
| Bahrain                                                                | – | Usbekistan | 3:0 (2:0) |
| 1. Oktober 2002 um 16:33 Uhr (9:33 Uhr MESZ) in Yangsan                |   |            |           |
| Palästina                                                              | – | Usbekistan | 0:2 (0:2) |
| 1. Oktober 2002 um 19:03 Uhr (12:03 Uhr MESZ) in Ulsan                 |   |            |           |
| Bahrain                                                                | – | Japan      | 2:5 (0:4) |
| 5. Oktober 2002 um 19:03 Uhr (12:03 Uhr MESZ) in Changwon (Changwon)   |   |            |           |
| Bahrain                                                                | – | Palästina  | 5:0 (4:0) |
| 5. Oktober 2002 um 19:03 Uhr (12:03 Uhr MESZ) in Changwon (Masan)      |   |            |           |
| Japan                                                                  | – | Usbekistan | 1:0 (1:0) |

#### Gruppe E
| Pl. | Land        | Sp. | S | U | N | Tore    | Diff. | Punkte |
| --- | ----------- | --- | - | - | - | ------- | ----- | ------ |
| 1.  | Iran        | 3   | 2 | 1 | 0 | 013:100 | +12   | 07     |
| 2.  | Katar       | 3   | 1 | 2 | 0 | 013:200 | +11   | 05     |
| 3.  | Libanon     | 3   | 1 | 1 | 1 | 012:300 | +9    | 04     |
| 4.  | Afghanistan | 3   | 0 | 0 | 3 | 000:320 | −32   | 0      |

| 28. September 2002 um 16:33 Uhr (9:33 Uhr MESZ) in Busan (Gudeok)   |   |         |            |
| Afghanistan                                                         | – | Iran    | 0:10 (0:3) |
| 28. September 2002 um 19:03 Uhr (12:03 Uhr MESZ) in Yangsan         |   |         |            |
| Libanon                                                             | – | Katar   | 1:1 (0:1)  |
| 1. Oktober 2002 um 16:33 Uhr (9:33 Uhr MESZ) in Ulsan               |   |         |            |
| Afghanistan                                                         | – | Katar   | 0:11 (0:5) |
| 1. Oktober 2002 um 16:33 Uhr (9:33 Uhr MESZ) in Changwon (Changwon) |   |         |            |
| Iran                                                                | – | Libanon | 2:0 (0:0)  |
| 5. Oktober 2002 um 16:33 Uhr (9:33 Uhr MESZ) in Changwon (Changwon) |   |         |            |
| Afghanistan                                                         | – | Libanon | 0:11 (0:5) |
| 5. Oktober 2002 um 16:33 Uhr (9:33 Uhr MESZ) in Changwon (Masan)    |   |         |            |
| Iran                                                                | – | Katar   | 1:1 (1:1)  |

#### Gruppe F
| Pl. | Land      | Sp. | S | U | N | Tore    | Diff. | Punkte |
| --- | --------- | --- | - | - | - | ------- | ----- | ------ |
| 1.  | Kuwait    | 3   | 3 | 0 | 0 | 009:000 | +9    | 09     |
| 2.  | Nordkorea | 3   | 2 | 0 | 1 | 007:300 | +4    | 06     |
| 3.  | Hongkong  | 3   | 1 | 0 | 2 | 004:300 | +1    | 03     |
| 4.  | Pakistan  | 3   | 0 | 0 | 3 | 000:140 | −14   | 0      |

| 28. September 2002 um 19:03 Uhr (12:03 Uhr MESZ) in Changwon (Changwon) |   |           |           |
| Hongkong                                                                | – | Nordkorea | 1:2 (0:0) |
| 28. September 2002 um 19:03 Uhr (12:03 Uhr MESZ) in Busan (Gudeok)      |   |           |           |
| Kuwait                                                                  | – | Pakistan  | 6:0 (3:0) |
| 1. Oktober 2002 um 19:03 Uhr (12:03 Uhr MESZ) in Changwon (Changwon)    |   |           |           |
| Hongkong                                                                | – | Kuwait    | 0:1 (0:1) |
| 1. Oktober 2002 um 19:03 Uhr (12:03 Uhr MESZ) in Yangsan                |   |           |           |
| Pakistan                                                                | – | Nordkorea | 0:5 (0:1) |
| 5. Oktober 2002 um 19:03 Uhr (12:03 Uhr MESZ) in Yangsan                |   |           |           |
| Hongkong                                                                | – | Pakistan  | 3:0 (0:0) |
| 5. Oktober 2002 um 19:03 Uhr (12:03 Uhr MESZ) in Ulsan                  |   |           |           |
| Kuwait                                                                  | – | Nordkorea | 2:0 (2:0) |

#### Tabelle der Gruppenzweiten
| Pl. | Land               | Sp. | S | U | N | Tore    | Diff. | Punkte |
| --- | ------------------ | --- | - | - | - | ------- | ----- | ------ |
| 1.  | Bahrain            | 3   | 2 | 0 | 1 | 010:500 | +5    | 06     |
| 2.  | Nordkorea          | 3   | 2 | 0 | 1 | 007:300 | +4    | 06     |
| 3.  | Oman               | 3   | 2 | 0 | 1 | 008:500 | +3    | 06     |
| 4.  | Indien             | 3   | 2 | 0 | 1 | 006:300 | +3    | 06     |
| 5.  | Katar              | 3   | 1 | 2 | 0 | 013:200 | +11   | 05     |
| 6.  | Ver. Arab. Emirate | 3   | 1 | 1 | 1 | 003:400 | −1    | 04     |

### Finalrunde

#### Viertelfinale
| 8. Oktober 2002 um 19:03 Uhr (12:03 Uhr MESZ) in Changwon (Masan) |   |          |           |
| China                                                             | – | Japan    | 0:1 (0:0) |
| 8. Oktober 2002 um 19:03 Uhr (12:03 Uhr MESZ) in Yangsan          |   |          |           |
| Iran                                                              | – | Kuwait   | 1:0 (0:0) |
| 8. Oktober 2002 um 19:03 Uhr (12:03 Uhr MESZ) in Ulsan            |   |          |           |
| Bahrain                                                           | – | Südkorea | 0:1 (0:1) |
| 8. Oktober 2002 um 19:03 Uhr (12:03 Uhr MESZ) in Busan (Gudeok)   |   |          |           |
| Nordkorea                                                         | – | Thailand | 0:1 (0:0) |

#### Halbfinale
| 10. Oktober 2002 um 18:33 Uhr (11:33 Uhr MESZ) in Ulsan          |   |          |                      |
| Japan                                                            | – | Thailand | 3:0 (1:0)            |
| 10. Oktober 2002 um 20:03 Uhr (13:03 Uhr MESZ) in Busan (Gudeok) |   |          |                      |
| Iran                                                             | – | Südkorea | 0:0 n. V., 5:3 i. E. |

#### Spiel um Bronze
| 13. Oktober 2002 um 16:03 Uhr (9:03 Uhr MESZ) in Ulsan |   |          |           |
| Südkorea                                               | – | Thailand | 3:0 (1:0) |

#### Finale
| Iran                                                                              | Iran | Japan | Japan |
| --------------------------------------------------------------------------------- | --- | --- | ----- |
| Iran                                                                              | \| Finale \| \| 13. Oktober 2002 um 19:03 Uhr (12:03 Uhr MESZ) in Busan (Busan-Asia-Main-Stadion) \| \| Ergebnis: 2:1 (0:0) \| | \| Finale \| \| 13. Oktober 2002 um 19:03 Uhr (12:03 Uhr MESZ) in Busan (Busan-Asia-Main-Stadion) \| \| Ergebnis: 2:1 (0:0) \| | Japan |
| Iran                                                                              | Ebrahim Mirzapour – Mehdi Amirabadi, Yahya Golmohammadi, Saeid Lotfi, Mohammad Nosrati, Javad Nekounam, Hossein Kaebi, Moharram Navidkia, Ali Badavi, Javad Kazemian, Mohsen Bayatinia Einwechselungen Hamid Azizzadeh (82.), Siavash Akbarpour (89.) Cheftrainer: Branko Ivanković ( Kroatien) | Takaya Kurokawa – Shōhei Ikeda, Yūichi Nemoto, Hikaru Mita, Hayuma Tanaka, Yūki Abe, Kazuyuki Morisaki, Daisuke Matsui, Keita Suzuki, Yoshito Ōkubo, Satoshi Nakayama Einwechselungen Takeshi Aoki (46.), Tatsuya Tanaka (65.), Naohiro Ishikawa (78.) Cheftrainer: Masakuni Yamamoto | Japan |
| Iran                                                                              | 1:0 Kazemian (47.) 2:0 Bayatinia (87.) | 2:1 Nakayama (88.) | Japan |
| Iran                                                                              | Kazemian (5.), Nosrati (52.), Kaebi (82.), Bayatinia (89.) | Ōkubo (57.) | Japan |
| Finale                                                                            | | |       |
| 13. Oktober 2002 um 19:03 Uhr (12:03 Uhr MESZ) in Busan (Busan-Asia-Main-Stadion) | | |       |
| Ergebnis: 2:1 (0:0)                                                               | | |       |

### Beste Torschützen
Nachfolgend sind die besten Torschützen des Turnieres aufgeführt. Bei gleicher Anzahl an Toren sind die Spieler alphabetisch sortiert.
| Rang | Spieler                 | Tore |
| ---- | ----------------------- | ---- |
| 01   | Satoshi Nakayama        | 5    |
|      | Alireza Nikbakht Vahedi | 5    |
| 03   | Bashar Abdullah         | 4    |
|      | Sayed Ali Bechir        | 4    |
|      | Baichung Bhutia         | 4    |
|      | Lee Dong-gook           | 4    |

## Frauenturnier
Anstatt einer Gruppenphase und anschließender Finalrunde wurden die Plätze in einem einfachen Rundenturnier ermittelt. Außer Thailand und Indien nahmen sonst alle Mannschaften von 1998 wieder teil.

### Spiele und Tabelle
| Pl. | Land           | Sp. | S | U | N | Tore    | Diff. | Punkte |
| --- | -------------- | --- | - | - | - | ------- | ----- | ------ |
| 1.  | Nordkorea      | 5   | 4 | 1 | 0 | 008:000 | +8    | 13     |
| 2.  | China          | 5   | 3 | 2 | 0 | 011:300 | +8    | 11     |
| 3.  | Japan          | 5   | 3 | 1 | 1 | 008:300 | +5    | 10     |
| 4.  | Südkorea       | 5   | 2 | 0 | 3 | 006:800 | −2    | 06     |
| 5.  | Chinese Taipei | 5   | 0 | 1 | 4 | 002:700 | −5    | 01     |
| 6.  | Vietnam        | 5   | 0 | 1 | 4 | 002:160 | −14   | 01     |

| 2. Oktober 2002 um 17:03 Uhr (10:03 Uhr MESZ) in Changwon (Changwon)  |   |                |           |
| Südkorea                                                              | – | Vietnam        | 4:0 (3:0) |
| 2. Oktober 2002 um 17:03 Uhr (10:03 Uhr MESZ) in Busan (Gudeok)       |   |                |           |
| China                                                                 | – | Chinese Taipei | 1:0 (1:0) |
| 2. Oktober 2002 um 19:23 Uhr (12:23 Uhr MESZ) in Busan (Gudeok)       |   |                |           |
| Japan                                                                 | – | Nordkorea      | 0:1 (0:0) |
| 4. Oktober 2002 um 17:03 Uhr (10:03 Uhr MESZ) in Changwon (Changwon)  |   |                |           |
| Japan                                                                 | – | Vietnam        | 3:0 (2:0) |
| 4. Oktober 2002 um 17:03 Uhr (10:03 Uhr MESZ) in Yangsan              |   |                |           |
| Südkorea                                                              | – | Chinese Taipei | 2:1 (1:0) |
| 4. Oktober 2002 um 19:23 Uhr (12:23 Uhr MESZ) in Changwon (Changwon)  |   |                |           |
| China                                                                 | – | Nordkorea      | 0:0       |
| 7. Oktober 2002 um 17:03 Uhr (10:03 Uhr MESZ) in Changwon (Masan)     |   |                |           |
| Japan                                                                 | – | Südkorea       | 1:0 (1:0) |
| 7. Oktober 2002 um 17:03 Uhr (10:03 Uhr MESZ) in Busan (Gudeok)       |   |                |           |
| China                                                                 | – | Vietnam        | 4:1 (2:1) |
| 7. Oktober 2002 um 19:23 Uhr (12:23 Uhr MESZ) in Changwon (Masan)     |   |                |           |
| Nordkorea                                                             | – | Chinese Taipei | 1:0 (0:0) |
| 9. Oktober 2002 um 17:03 Uhr (10:03 Uhr MESZ) in Yangsan              |   |                |           |
| Chinese Taipei                                                        | – | Vietnam        | 1:1 (0:0) |
| 9. Oktober 2002 um 17:03 Uhr (10:03 Uhr MESZ) in Changwon (Changwon)  |   |                |           |
| China                                                                 | – | Japan          | 2:2 (0:2) |
| 9. Oktober 2002 um 19:03 Uhr (12:03 Uhr MESZ) in Busan (Gudeok)       |   |                |           |
| Südkorea                                                              | – | Nordkorea      | 0:2 (0:2) |
| 11. Oktober 2002 um 15:03 Uhr (8:03 Uhr MESZ) in Changwon (Changwon)  |   |                |           |
| Nordkorea                                                             | – | Vietnam        | 4:0 (2:0) |
| 11. Oktober 2002 um 15:03 Uhr (8:03 Uhr MESZ) in Changwon (Masan)     |   |                |           |
| Japan                                                                 | – | Chinese Taipei | 2:0 (2:0) |
| 11. Oktober 2002 um 17:23 Uhr (10:23 Uhr MESZ) in Changwon (Changwon) |   |                |           |
| China                                                                 | – | Südkorea       | 4:0 (1:0) |

### Beste Torschützinnen
Nachfolgend sind die besten Torschützinnen des Turnieres aufgeführt. Bei gleicher Anzahl an Toren sind die Spielerinnen alphabetisch sortiert.
| Rang | Spieler         | Tore |
| ---- | --------------- | ---- |
| 01   | Jin Pyol-hui    | 4    |
| 02   | Bai Jie         | 3    |
|      | Ren Liping      | 3    |
|      | Homare Sawa     | 3    |
| 05   | Chen Shu-chiung | 2    |
|      | Mio Ōtani       | 2    |
|      | Ri Hyang-ok     | 2    |